# Arūnas Klimavičius
Arūnas Klimavičius (ur. 5 października 1982 w Poniewieżu) – piłkarz litewski grający na pozycji lewego obrońcy.

## Kariera klubowa
Klimavičius pochodzi z miasta Poniewież. Jest wychowankiem tamtejszego klubu Ekranas Poniewież. W 2000 roku zadebiutował w jego barwach w ekstraklasie litewskiej, a w swoim pierwszym sezonie zdobył Puchar Litwy. Zarówno w 2000 jak i 2001 roku zajmował z Ekranasem 4. miejsce w lidze, a w 2002 roku zakończył sezon na 3. pozycji. W 2003 i 2004 roku natomiast wywalczył wicemistrzostwo Litwy. W 2005 roku świętował największy sukces w historii klubu – pierwsze w historii mistrzostwo kraju. W Ekranasie grał także w 2006 roku i w tabeli klub okazał się gorszy tylko od FBK Kowno. W zespole tym Arūnas wystąpił łącznie w 168 spotkaniach i zdobył 18 bramek.
Na początku 2007 roku Klimavičius za 100 tysięcy euro przeszedł do rosyjskiego Dinama Moskwa. W Premier Lidze zadebiutował 11 marca w przegranych 0:1 derbach ze Spartakiem Moskwa. W Dynamie wywalczył miejsce w podstawowym składzie, a w sierpniowym spotkaniu ze Spartakiem Nalczyk (1:4) zdobył honorowego gola dla Dynama.
W 2009 roku Klimavičius przeszedł do grającego w Pierwszej Dywizji Urału Jekaterynburg, w którym grał przez rok. W 2010 roku ponownie zmienił zespół i trafił do beniaminka Priemjer-Ligi, Sibiru Nowosybirsk. Następnie grał w Żetysu Tałdykorgan, FK Aktöbe, ponownie w Żetysu Tałdykorgan, a w 2015 został zawodnikiem klubu Tobył Kostanaj.
| Sezon | Klub               | Kraj       | Rozgrywki        | Mecze | Bramki |
| ----- | ------------------ | ---------- | ---------------- | ----- | ------ |
| 2000  | Ekranas Poniewież  | Litwa      | A Lyga           | 9     | 0      |
| 2001  | Ekranas Poniewież  | Litwa      | A Lyga           | 22    | 1      |
| 2002  | Ekranas Poniewież  | Litwa      | A Lyga           | 14    | 2      |
| 2003  | Ekranas Poniewież  | Litwa      | A Lyga           | 28    | 3      |
| 2004  | Ekranas Poniewież  | Litwa      | A Lyga           | 27    | 3      |
| 2005  | Ekranas Poniewież  | Litwa      | A Lyga           | 34    | 3      |
| 2006  | Ekranas Poniewież  | Litwa      | A Lyga           | 34    | 6      |
| 2007  | Dinamo Moskwa      | Rosja      | Priemjer-Liga    | 14    | 1      |
| 2008  | Dinamo Moskwa      | Rosja      | Priemjer-Liga    | 9     | 1      |
| 2009  | Urał Jekaterynburg | Rosja      | Pierwyj Diwizion | 25    | 5      |
| 2010  | Sibir Nowosybirsk  | Rosja      | Priemjer-Liga    | 11    | 1      |
| 2011  | Żetysu Tałdykorgan | Kazachstan | Priemjer-Liga    | 27    | 6      |
| 2012  | FK Aktöbe          | Kazachstan | Priemjer-Liga    | 16    | 1      |
| 2013  | Żetysu Tałdykorgan | Kazachstan | Priemjer-Liga    | 28    | 1      |
| 2014  | Żetysu Tałdykorgan | Kazachstan | Priemjer-Liga    | 25    | 0      |
| 2015  | Tobył Kostanaj     | Kazachstan | Priemjer-Liga    | 22    | 0      |
| 2016  | FK Trakai          | Litwa      | A Lyga           | 13    | 1      |

## Kariera reprezentacyjna
W reprezentacji Litwy Klimavičius zadebiutował 21 maja 2005 roku w wygranym 2:0 towarzyskim meczu z Łotwą.